# Itiyahi
Itiyahi (nep. इतियाही) – gaun wikas samiti w środkowej części Nepalu w strefie Narajani w dystrykcie Bara. Według nepalskiego spisu powszechnego z 2001 roku liczył on 762 gospodarstw domowych i 5500 mieszkańców (2597 kobiet i 2903 mężczyzn).